# Ratpenat de dues ratlles brasiler
El ratpenat de dues ratlles brasiler (Saccopteryx gymnura) és una espècie de ratpenat de la família dels embal·lonúrids que es troba al Brasil, la Guaiana Francesa, Guyana i Surinam.